# Туризм в Івано-Франківській області
Туризм в Івано-Франківській області має величезний туристичний потенціал у порівнянні з іншими областями України.  Ця область постійно на перших позиціях за найбільшими обсягами надходжень від сплати туристичного збору, що надійшли до місцевих бюджетів і є серед лідерів внутрішнього туризму в Україні.  На офіційному сайті Управління міжнародного співробітництва, євроінтеграції, туризму та інвестицій Івано-Франківської облдержадміністрації описані найпопулярніші туристичні місця та маршрути області.

## Гірський туризм (гірськолижний, піший)

### Гірськолижний туризм
Івано-Франківщина — одне з небагатьох місць в Україні, придатних для розвитку зимових видів відпочинку. У низині сніговий покрив утримується, як правило, з початку грудня і до березня, а у високогір'ї — з жовтня і до кінця травня, що важливо для розвитку гірськолижного туризму. В області діє понад 30 гірськолижних витягів, що забезпечують катання на лижах і сноубордах, та розраховані на початківців, дітей, любителів та професіоналів.
Найбільшою популярністю користуються такі гірськолижні зони, як Паляниця, Яблуниця, Ворохта Яремчанської міської ради, м. Косів та с-ще. Верховина, с. Вишків Долинського району. Тільки на території Яремчанської міської ради — понад 20 гірськолижних витягів загальною дов жиною трас понад 60 км. У селищі Ворохта є комплекс трамплінів, що завдяки штучному покриттю діють цілорічно.
Див. також: Зима на Івано-Франківщині.

#### Територіальне розміщення осередків гірськолижного туризму

##### Міжнародний гірськолижний курорт «Буковель» Село Поляниця Яремчанської міської ради
Серед гірськолижних центрів, що активно розвиваються в області, — гірськолижний комплекс «Буковель», будівництво якого було започатковано у 2000 році і який став «перлиною» карпатського зимового відпочинку, відомою далеко за межами України.
На «Буковелі» проведено капітальну реконструкцію під'їзних шляхів протяжністю 9 км, створено всі необхідні комунікації для життєдіяльності комплексу: система централізованого водопостачання та очистки стічних вод, електроживлення, засобів лінійного та мобільного зв'язку, автостоянки. На сьогоднішній день у розвиток комплексу інвестовано майже 300 млн грн. Додатково профінансовано реконструкцію діючої лінії електропередач для потреб жителів сіл Паляниця, Яблуниця і Татарів на суму 3,8 млн грн.
Туркомплекс активно співпрацює у напрямку соціального розвитку села. В службі експлуатації ТК «Буковель» працевлаштовано понад 150 мешканців с. Паляниця, близько 60 осіб — з території Яремчанської міської ради та Надвірнянського району, середньомісячний оклад становить 1000 грн., усього зайнято 300 осіб.
У рамках реалізації програми трансформації ТК «Буковель» в курорт європейського зразка заплановано будівництво сучасних інженерних комунікацій, цілої сітки готелів, котеджних комплексів, закладів харчування, соціально-комерційних об'єктів на території села та спорудження 26 підвісних канатних доріг з облаштуванням 116 км лижних трас з можливістю розміщення у власній житловій інфраструктурі до 30 000 відпочиваючих, що є досить актуальним для нашого регіону, та за умови детального підходу до аналізу потенційної рекреаційної місткості є визначальним для майбутнього економіки краю.
Із 600 га необхідних земель 70 відсотків площі буде використано під облаштування лижнихтрас та спорудження канатних доріг. Решту площі — під будівництво готелів, комерційних закладів та інженерних комунікацій. Землі під лижними трасами використовуватимуться тільки під час зимового сезону. Влітку ж на цих територіях місцеві жителі вестимуть традиційні форми господарювання (випасання худоби, сінокосіння).
На сьогодні збудовано гірськолижну інфраструктуру для комфортного відпочинку на трасах до 10000 осіб одночасно, з 20 км гірськолижних трас 95% облаштовано снігонапилюючими системами. Всі траси обладнані системами безпеки. Працює прокат гірськолижного обладнання, лижна школа, дитячий майданчик, котеджі на 240 місць, пункти харчування різного ґатунку, налагоджено транспортне та екскурсійне обслуговування, укладено договори з туристичними фірмами. В сезоні зима 2005–2006 на курорті відпочило понад 300 000 осіб.
В сезоні 2006–2007 значно збільшиться житловий фонд курорту (планується введення 59 котеджів, 19 шале). Буде збудовано ще 8 сучасних чотирикрісельних витягів, а загальна площа всіх трас складатиме 53 км, при цьому гарантується їх стовідсоткове осніження.
Зимові послуги комплексу:
1. Гірськолижні витяги загальною пропускною здатністю понад 10'000 ос./год.

- Бугельний підйомник (г. Буковель 1127 м) довжиною 750 м, перепад висот 231 м, пропускна здатність 700 ос./год. середньої складності.
- Двокрісельний підйомник (г. Буковель) довжиною 1150 м, перепад висот 210 м, пропускна здатність 1000 ос./год. середньої складності.
- Чотирикрісельний підйомник (г. Чорна Клева 1241 м) довжиною 1700 м, перепад висот 344 м, пропускна здатність 2400 ос./год. складна, для спортсменів.
- Двокрісельний підйомник (г. Бульчиньоха 1180 м) довжиною 2300 м, перепад висот 260 м, пропускна здатність 1000 ос./год. легка, для початківців.
- Бугельний підйомник (г. Бульчиньоха) довжиною 1000 м, перепад висот 100 м, пропускна здатність 1000 ос./ год. легка, для початківців.
- Три мультиліфти в підніжжі г. Бульчиньоха довжиною 280 м, перепад висот 25 м, пропускна здатність 400 ос./ год.
- Два мультиліфти у підніжжі г. Буковель, довжиною 280 м і 250 м, перепад висот 25 м і 18 м відповідно, пропускна здатність 400 ос./ год.

1. Пункт прокату гірськолижного спорядження.
2. Лижна школа.
3. Дитячий майданчик, сноутюбінг.
4. Камера схову.
5. Сервісний центр для лиж та сноубордів.
6. Дискотека, сауна, більярд.
7. Автостоянка під охороною.

##### Місто Яремче
В м. Яремче діють два приватні витяги застарілої конструкції в ур. Багрівець. Довжина траси першого становить 300 м, перепад висот 50 м, пропускна здатність 100 ос./год. для початківців. Довжина траси другого — 200 м, перепад висот 30 м, пропускна здатність 50 ос./год. для початківців.

##### Село Яблуниця Яремчанської міської ради
с. Яблуниця знаходиться на висоті в середньому 900 метрів н. р. м. Один з перших центрів гірськолижного туризму на Прикарпатті з витягами:
- г. Діл — довжина траси 750 м, перепад висот 300 м, пропускна здатність 600 ос./год. середньої складності.
- г. Микулинка — довжина траси 960 м, перепад висот 280 м, пропускна здатність 500 чол./год. для початківців.
- г. Діл — довжина траси 600 м, перепад висот 200 м, пропускна здатність 200 ос./год. для початківців.
- г. Микулинка — довжина траси 760 м, перепад висот 250 м, пропускна здатність 500 ос./год. для любителів.
- г. Микулинка — довжина траси 500 м, перепад висот 150 м, пропускна здатність 250 ос./год. для початківців.
- Урочище «Коза» — довжина траси 650 м, перепад висот 120 м, пропускна здатність 550 ос./год. для початківців.
- Яблуницький перевал — довжина траси 300 м, перепад висот 30 м, пропускна здатність 50 ос./год. для початківців.

##### Селище Ворохта Яремчанської міської ради
Селище Ворохта — відомий в Україні центр зимових видів спорту. Тут розташований комплекс трамплінів, дві підвісні канатно-крісельні дороги, одна з яких веде до лижного стадіону.
Гірськолижні витяги:
- прис. П'ятихатки — довжина траси 1960 м, перепад висот 270 м, пропускна здатність 400 ос./год. для початківців.
- прис. П'ятихатки — довжина траси 250 м, перепад висот 50 м, пропускна здатність 200 ос./год. для початківців.
- г. Ребровач — довжина траси 200 м, перепад висот 75 м, пропускна здатність 400 ос./год. для стрибків з трампліна.
- г. Ребровач — довжина траси 500 м, перепад висот 200 м, пропускна здатність 250 ос./год. для любителів.

##### СелоВишківДолинського району
На території бази відпочинку «Високий Перевал» функціонує підйомник довжиною 950 м, перепад висот до 200 м. Складність траси — середня, для любителів.

##### СелоБистрицяНадвірнянського району
Бугельний витяг протяжністю 300–350 м. Рік спорудження 2004. Перепад висот до 60 м (820–760 м н.р.м.).

##### Косівський район
Гірськолижні центри в районі розміщені в м.Косів, с.Шешори та в с.Яворів. Введено в експлуатацію першу чергу гірськолижного курорту в с.Тюдів.
В м.Косів на г. Михалково встановлений канатно-бугельний витяг ВЛ — 1000, довжина — 1000 м, біля якого облаштовано 2 траси швидкісного спуску, траси спеціального слалому, слалому-гіганту та траса штучного покриву. Перепад висот — 250 м. Кількість трас — 5. Швидкісний спуск — 1200 м. Слалом-гігант — 1000 м. Спеціальний слалом — 500 м. Пропускна здатність витягу — 600 ос./год. Введено в дію у 1971 р. На базі витягу працює Косівська гірськолижна дитячо-юнацька спортивна школа.
В с. Шешори функціонує стаціонарний одномісний гірськолижний бугель довжиною 800 м. Перепад висот 150 м, пропускна здатність 280 ос./год. При базі функціонує відділення фрістайлу дитячої юнацько-спортивної школи спортивного товариства «Колос». Підготовка трас здійснюється снігоутрамбовувачем «Ратрак» та снігоходом «Буран».
Витяг у с. Яворів застарілої конструкції, має довжина 250 м, перепад висот 75 м, пропускна здатність 100 ос. /год.

##### Верховинський район
В районі два канатно-буксировочні витяги на горі Пушкар в с-ще. Верховина та горі Запідки в с. Ільці. Довжина першого сягає 320 м, ширина від 20 до 60 м. Він розташований між двома паралельними лісосмугами хвойного лісу. Середня крутизна схилу — 18 градусів. Лижебуксир типу ЛБ-301 естонського виробництва.
Схил на горі Запідки в с. Ільці дещо більших розмірів. Його довжина — 500 м, ширина — від 50 до 10 м, середня крутизна — 26 градусів. Лижебуксир фірми «Допельмайер».
Обидва гірськолижні схили мають північну експозицію, що дає можливість сніговому покриву утримуватися на них з початку грудня до кінця березня. В районі налічується декілька пунктів прокату гірськолижного спорядження, гірськолижна дитяча спортивна школа та школа стрибків з трамплінів.

### Піший туризм
Карпати — один з головних районів проведення пішохідних туристських походів. Різноманітність природних перешкод дає можливість туристам оволодіти майже усім арсеналом прийомів техніки пішохідного туризму, орієнтування на місцевості, дозволяють повноцінно проводити навчальні заходи. Розроблені пішохідні маршрути Карпатами є різної категорії складності, від найпростіших прогулянкових (сімейних та дитячих) до складних і багатоденних (для підготовлених туристів) до III категорії складності.
Українські Карпати відносяться до середньовисотних гір, які не досягають снігової лінії і не мають сучасних льодовиків. Абсолютна більшість вершин Карпат нижче 2000 м і лише на масиві Чорногора шість вершин мають більшу висоту, у тому числі, найвища точка Українських Карпат г. Говерла — 2061 м, яка розташована в Івано-Франківській області.
Снігова лінія в епоху останнього зледеніння знаходилась на висоті 1450–1550 м. Яскравими слідами давнього зледеніння є реліктові льодовикові форми на найвищих гірських масивах (Чорногора, Полонинський хребет, Рахівські гори, Чивчина): цирки, улоговини, конуси виносу, кари, моренні вали. На дні карів на висоті 1450–1800 м знаходяться карові озера. Реліктові льодовиковіцирки та кари протилежних схилів масиву Чорногора не з'єднались між собою своїми задніми стінками і не утворили гострих гребенів, які, іноді з карнизами, є тільки на відрогах вододільного хребта масиву, де зійшлися декілька сусідніх карів одного схилу.
У межах головного вододілу Карпат знаходяться гори Бескиди з найвищою точкою — горою Пікуй (1408 м); від Вишківського до Яблуницького перевалів простягнулися найбільш важкопрохідні, розчленовані численними ущелинами гори Горгани з найвищою точкою — горою Сивуля (1836 м); від Яблуницького перевалу на південь простягнувся масив Чорногора з найвищими вершинами Українських Карпат. Вздовж південного краю Українських Карпат простягнулися гірські масиви Вулканічного хребта з вершинами Маковиця, Синяк, Бужора, у ландшафтах якого є прояви давнього вулканізму. Карпати складені в основному глинистими сланцями, алевритами, вапняками, пісковиками крейдового та палеогенового періодів. Сланці легко піддаються денутації, тому гірські хребти мають переважно пологі схили.
Пішохідні походи Карпатами можуть здійснюватись з травня по жовтень місяць. Треба пам'ятати, що у травні на високогір'ї ще багато снігу, а в жовтні значно знижується температура повітря, особливо у нічний час. Найцікавіші маршрути йдуть хребтами гір. Так, маршрут III категорії складності проходить найвищими хребтами Чорногора, Горгани та Свідовецьким.
Для проходження територій, відведених під природоохоронні об'єкти, необхідно одержати дозвіл в адміністраціях цих об'єктів та дотримуватися певних правил поведінки. Обов'язковою вимогою при здійсненні піших мандрівок є інформування про вихід на маршрут підрозділів гірського пошукового рятувального загону, які знаходяться в гірських районах області. Недотримання туристами правил безпеки в горах призводить до виникнення надзвичайних ситуацій, пов'язаних з пошуком та рятуванням туристів, так протягом І півріччя 2006 р. гірськими рятувальниками було здійснено та проведено 25 пошуково-рятувальних робіт, врятовано та знайдено 200 туристів.
Більшість маршрутів в області не промарковані. В межах природоохоронних об'єктів існує своя система знакування екологічних, піших та велосипедних стежок, однак загальноприйнятої та затвердженої системи в Україні ще немає. Беручи до уваги те, що четверта частина всіх туристів, які перебувають на території Івано-Франківської області, — є самодіяльними, то знакування і облаштування маршрутів є важливим чинником їхньої безпеки.
У рамках Програми розвитку мережі пішохідних шляхів проводиться облаштування та знаку вання туристських маршрутів. Перевірені фахівцями маршрути подаються у путівниках та позначаються на детальних картах. Так, зокрема, видано довідник-путівник В. Собашко «Гірськими стежками Карпат» з описом більш як 100 маршрутів та комплектом топографічних карт масштабом М 1:100 000 (наклад — 5000 прим.), детальні туристські карти маршрутами Чорногори та центральних Горган масштабом М 1:50 000.
Найбільшою популярністю серед туристів користуються маршрути Чорногірським хребтом з проходженням вершин Говерла, Піп Іван, Петрос та відвіданням високогірних озер Бребенескул, Несамовите, Марічейка. Значною атракцією для польських пішохідних груп є маршрути колишнім польським кордоном, який проходив масивом Чорногора, а також центральні Горгани (г. Сивуля).

#### Рівень складності маршрутів на території Карпат

##### IIкатегорія складності
- с-ще. Ясіня — г. Чорна Клива — г. Братківська — г. Дурня — пер. Рогози — г. Побита — г. Берть — г. Вел. Кепута — г. Буштул — г. Коретвина — г. Чорна Ріка — р. Озерянка — оз. Синевир — г. Озерна — пер. Торунський — г. Чорна Ріпа — с. Ялинкувате.
- м. Яремче — пер. Прислоп — г. Довбушанка — с. Бистриця — пер. Рогози — г. Дурня — г. Братківська — пер. Околи — г. Татарука — г. Одяска — г. Стіг -г. Близниця — г. Стара — с. Кваси — г. Менчул — г. Петрос — г. Говерла — г. Бребенескул — г. Піп Іван — с-ще Верховина.

##### IIIкатегорія складності(експериментальні)
- м. Рахів — г. Піп Іван Мармароський — г. Стіг — г. Чорна Гора (Піп Іван) — г. Говерла — г. Кукул — пер. Яблуницький — г. Довга — г. Братківська — пер. Рогодзи — г. Сивуля — г. Попадя — пер. Торунський
- г. Чорна Ріпа — т/с Беркут.
- м. Яремче — р. Жонка — г. Довбушанка — пер. Столи — г. Чорна Клива — г. Братківська — пер. Рогодзи — г. Сивуля — г. Попадя — г. Чорна Ріпа — т/с Беркут.
- м. Рахів — г. Близниця — г. Братківська — пер. Рогодзи — г. Сивуля — г. Попадя — г. Чорна Ріпа -ст. Беркут.
- с-ще. Верховина — г. Піп Іван (Чорна Гора) — г. Дземброня — г. Говерла — г. Петрос — с. Кваси — г. Близниця — г. Татарука — пер. Окола — г. Братківська — пер. Рогодзи — г. Сивуля — г. Кінець Горгану — г. Берть — г. Буштул — пер. Руський -г. Попадя — хр. Горган — р. Розтока — оз. Синевир — г. Озерна — с-ще. Міжгір'я.

## Лікувально-оздоровчий туризм
На Івано-Франківщині є десять курортних місцевостей, працюють 42 санаторно-курортні заклади загального та спеціалізованого профілю на 4351 місця. Для курортної терапії використовуються кліматичне лікування, мінеральні ванни, лікувальні грязі, на базі яких можна розвивати окремі види туризму, такі як: бальнеологічний, спа-туризм.
Основні курортні місцевості — низькогірні Татарів, Яремче і Микуличин Яремчанської міськради, Мислівка і Новий Мізунь Долинського району, Косів та Шешори Косівського району, висо-
когірні Ворохта і Яблуниця Яремчанської міськради і бальнео-грязевий передгірний курорт Черче Рогатинського району. Для курортної терапії використовуються кліматичне лікування, мінеральні ванни.
Серед мінеральних джерел найвідомішим є джерело води «Горянка», аналогічної за дією трускавецькій «Нафтусі», в с. Новий Мізунь Долинського району. Лікувальні властивості джерела «Буркут» для лікування внутрішніх органів були відомі ще у XIX ст. Для лікування опорнорухового апарату використовуються торфові грязі і мінеральні води курорту Черче. Перспективними для лікування є води курорту Шешори з високим вмістом органічних речовин.
Санаторно-курортні заклади, в основному, спеціалізуються на загальному оздоровлені та лікуванні органів травлення. Частина закладів проводить лікування органів дихання («Кремінці», с. Татарів, Яремче) та опорно-рухової системи. У більшості санаторіїв є діагностична база для обстеження пацієнтів та бальнеологічні відділення. Для лікування опорно-рухового апарату використовуються торфові грязі і мінеральні води курорту «Черче» (с. Черче, Рогатинський район).
В області в 2005 році діяли 42 санаторно-курортних заклади (будинки і пансіонати відпочинку, бази відпочинку, санаторії-профілакторії, санаторії).
У 2005 році в області діяло 845 дитячих оздоровчих таборів (міські та заміські табори) на 3818 місць, в яких відпочило 96989 дітей. У 8 позаміських таборах із загальною кількістю 1480 місць оздоровилось 4047 дітей. Окрім того, в області діяло ще 6 відомчих дитячих позаміських таборів на 1230 місць, де оздоровилось 7570 дітей.

## Сільський зелений туризм
Сільський зелений туризм набув популярності уже практично в усіх громадах регіону. За останніми даними у сфері сільського туризму працюють близько 300 сімей з різним ступенем якості в обслуговуванні відпочиваючих. З року в рік кількість родин, що приймають у своїх сільських садибах туристів, зростає.
Найбільшим попитом серед туристів сьогодні користується відпочинок у гірських районах області у цілому та зокрема Яремчанщини. В підтвердження цього є проведення у вересні 2003 року в м. Яремче міжнародного семінару за участю Генерального секретаря Всесвітньої туристичної організації (ВТО) Франческо Франжіаллі на тему «Сільський зелений туризм: рекомендації з розвитку».

## Екологічний туризм

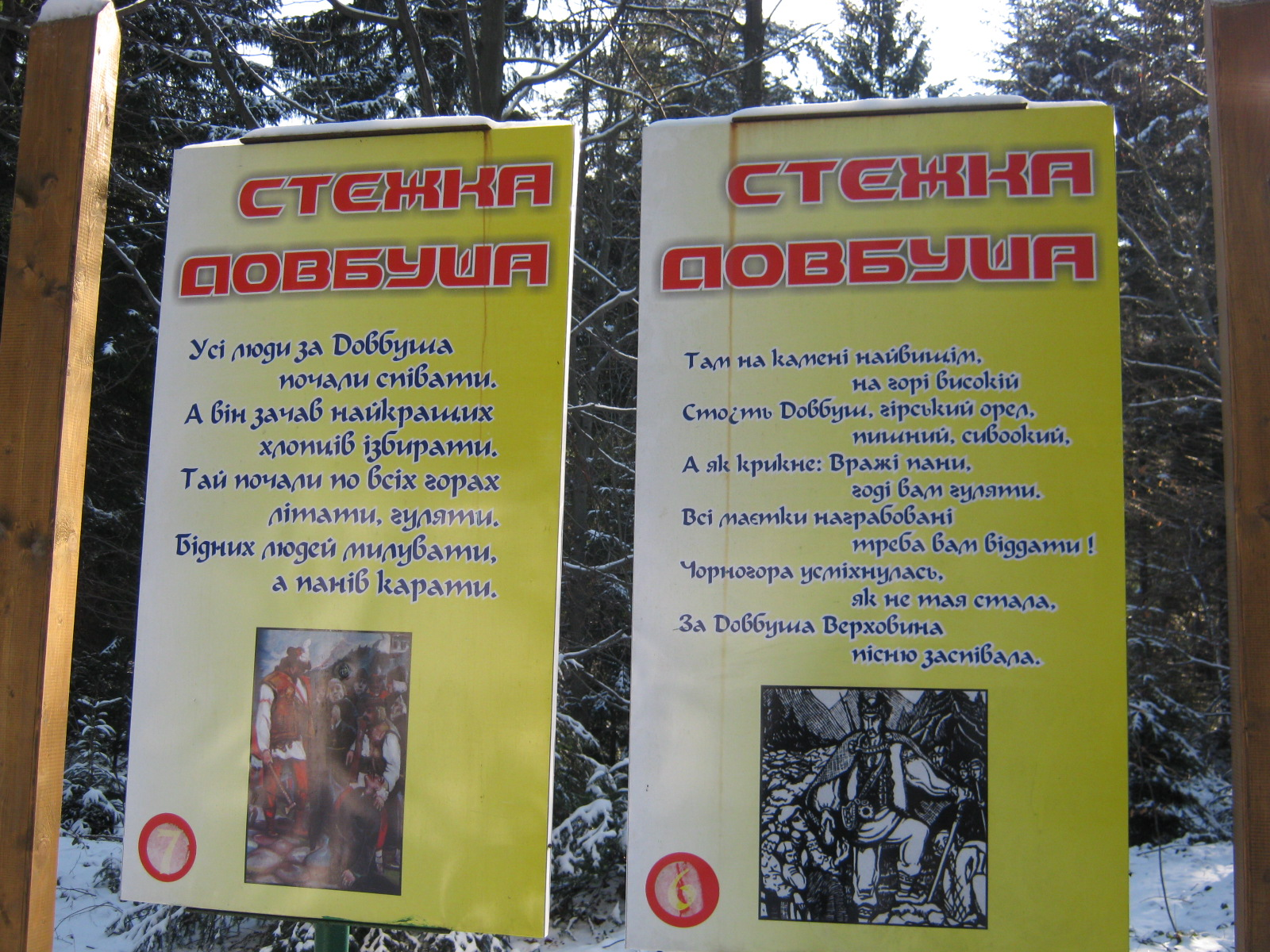
Знак стежки Довбуша

Заповідні території та об'єкти Івано-Франківської області займають площу 195,633 тис. га, з них 30 — загальнодержавного значення площею 108,742 тис. га та 426 — місцевого значення площею 86,890 тис. га, у тому числі 1 — природний заповідник, 3 — національні природні парки, 3 — регіональні ландшафтні парки, 60 заказників, 181 пам'ятка природи, 5 дендрологічних парків, 8 парків пам'яток садово-паркового мистецтва, 195 заповідних урочищ. Природні умови та охорона навколишнього середовища в області сприяють розвитку екологічного туризму.
Найбільш потенціал для розвитку цього виду туризму є на території Яремчанської міської ради, у Косівському, Долинському, Надвірнянському, Городенківському, Верховинському районах.
Заповідною територією області пролягає багато різноманітних маршрутів. Найцікавішими з них є науково-пізнавальні стежки: «На гору Говерла», «Стежка Довбуша», «Женець-Хом'як», «На озеро Несамовите», «Погорілець-Шешурська-Марічейка» по території КНПП; «На гору Клифу», "На озеро «Лебедин» — по території НПП «Гуцульщина»; туристичні маршрути до лісового заказника загальнодержавного значення «Скит Манявський», пам'ятки природи «Манявський водоспад», комплексної пам'ятки природи загальнодержавного значення «Скелі Довбуша», ботанічного заказника «Княждвірський», геологічної пам'ятки природи «Писаний Камінь» та ін.
Цікаві об'єкти:
- Старуня — майбутній «Парк льодовикового періоду»;
- Багровецький водоспад;
- Дністровський каньйон зі всесвітньо відомими географічними пам'ятниками;
- Загадкові кулі Карпат у Ворохті, Микуличині, Яблуниці, Ясині, Вороненці;
- Терношорська Лада;
- Бухтівецький водоспад;
- Бухтівецький верхній;
- Верх-Ясенівський гірський обвал-зсув з кам'яним хаосом, «церквою Диявола» і древнім Верховинським озером;
- Парк «Арборетум» — найстаріший парк площею 3 га, заснований у 1840–1850 роках у Болехові;
- Діброва площею 8 га (1927 рік, 300 видів насаджень) в Богородчанському районі;
- Павлівський Камінь;
- Геоекологічний полігон «Обсерваторія на горі Піп Іван»;
- Унікальні поселення древніх людей епохи середнього і пізнього палеоліту (від 120 до 10 тисяч років тому) біля м. Галича та сіл Єзупіль і Дубівці;
- Водоспад Волійці;
- Ріпненський Камінь;
- Карпатський трамвай;
- Сукільські водоспади;
- Женецький Гук;
- Сокільський хребет;
- Водоспад "Під Комином верхній"

## Діловий туризм
Розвиток ділового туризму в Івано-Франківщині зумовлений сприятливим середовищем для розвитку бізнесу. За результатами статистичних показників, найбільша кількість туристів приїж джає в область з метою службової, ділової поїздки, бізнесу чи навчання. У 2005 році ця частка туристів склала 66,3% до загальної кількості обслужених туристів. В загальній кількості іноземних туристів частка туристів, які відвідали область у 2005 році в бізнесових цілях, становить 9,2%.
72,2% від загальної кількості внутрішніх туристів у 2005 році приїхали на Івано-Франківщину у службову, ділову поїздку, з метою бізнесу та навчання. Варто підкреслити, що кількість таких туристів у 2004 році в загальному тур потоці становила 19,9%.
На сьогодні розвиток цього виду туризму стримується недостатньою кількістю готельних комплексів, обладнаних конференц-залами із необхідним обладнанням та супутніми послугами. Не сприяє розвитку ділового туризму нерозвинута система комунікацій, неналежний рівень розвитку міжнародного аеропорту в м. Івано-Франківськ.

## Спортивний туризм (водний туризм)
Завдяки багатому різноманіттю природних умов, Івано-Франківська область має значний потенціал для розвитку спортивного туризму та активних видів відпочинку. Набули поширення 18 літніх, 6 зимових олімпійських видів спорту, є 68 стадіонів, 13 плавальних басейнів 480 спортивних залів, 11 лижних трамплінів та 1710 спортивних майданчиків для різних видів спорту.
На території області знаходяться чотири зимові навчально-спортивні бази «Авангард», «Заросляк» «Україна» та «Черемош», з яких «Авангард», «Заросляк» та «Черемош» мають статус баз олімпійської та параолімпійської підготовки.
В області збережена мережа дитячо-юнацьких спортивних шкіл усіх типів, яких нараховується 52, в тому числі школа вищої спортивної майстерності; створено 36 футбольних клубів, 4 клуби східних єдиноборств, 28 — з інших видів спорту. Область є базовою для підготовки збірних команд України із ряду зимових видів спорту.
Наявна спортивно-тренувальна база у поєднанні із об'єктами туристичної інфраструктури створює передумови для подальшого розвитку спортивного туризму, проведення спортивних заходів (змагань, чемпіонатів, зборів), однак першочергове завдання полягає у проведенні її модернізації та реконструкції, забезпеченні спортивним та туристичним спорядженням, кваліфікованими інструкторами та відповідним рівнем безпеки.

### Водний туризм
Україна має досить густу річкову систему та значну кількість річок, придатних для проведення водних туристських походів на плавзасобах різного типу. Усього річок із довжиною понад 100 км в Україні 123, а великих річок (довжина понад 500 км) — 14. Усі річки України відносяться до одного кліматичного типу — переважно снігового живлення з весняною повінню. Однак, через різноманітність ландшафтів, річки різних регіонів України сильно відрізняються між собою за нахилом русла, характером течії, наявністю та складністю перешкод, сезонним режимом тощо, що дозволяє поділити їх за туристсько-спортивною складністю на три групи — річки низовин, річки рівнин, гірські річки Карпатського та Кримського регіонів.
Потужним рекреаційним ресурсом області є річка Дністер. Найціннішою, наймальовничішою ділянкою Дністра є Дністровський каньйон, який простягається на 250 кілометрів від гирла Золотої Липи до гирла Збруча. Тут Дністер тече каньйоноподібною долиною, утворюючи багато фантастичних звивів — меандр. Природа каньйону своєрідна та неповторна, схили Дністра покриті реліктовою лісовою та степовою рослинністю. Історичних пам'яток на берегах значно більше ніж на багатьох європейських річках: близько 100 пам'яток живої і неживої природи світового значення, збереглися унікальні еталони відслонень гірських порід. Каньйон починається в районі с. Нижнів унікальним відслоненням юрського періоду, закінчується біля гирла Збруча.
Саме тому цей водний маршрут довжиною близько 100 км є одним з найпопулярнішим серед туристів, особливо територією Городенківського району. Сплав відбувається на надувних плотах-рафтах за течією та поєднаний із оглядом пам'яток природи, історії та культури на берегах. У зв'язку із відсутністю прибережної інфраструктури, туристи ночують у наметах, готують їжу на вогні.
Вздовж маршруту можна відвідати цікаві туристичні об'єкти:
- руїни Раковецького замку 17 ст., с. Раковець;
- Чернелицький замок початок 17 ст., с-ще. Чернелиця;
- костел Непорочного Зачаття Діви Марії в Городенці, перший витвір на наших землях відомого італійського архітектора Бернарда Меретина, який пізніше звів собор святого Юра у Львові, ратушу в Бучачі. На цих будівлях Б. Меретин працював разом зі скульптором Йоганном Пінзелем.
- травертинові Делівські водоспади в с. Делева
- відвідувати діючі церкви та храми протягом всього маршруту.

Гірські річки Івано-Франківщини — це добре освоєні туристами річки басейнів Дністра і Прута. Найбільшою популярністю у туристів користується сплав по річках: Чорни і Білий Черемош, Черемош, Прут, Свіча, Лімниця (яка є однією з найчистіших у Європі). Гірські річки відрізняє висока по тужність потоку, стрімка течія, що досягає 10-15 км/год, могутні пороги та затяжні шивери. Нахил русла в верхів'ях до 10 м/км (Прут, Білий Черемош). Живлення — переважно атмосферними водами з весняною повінню під час танення снігу та дощовими паводками. Тривалі або рясні дощі можуть викликати паводок в будь-яку пору року. Рівень води впродовж сезону сплаву змінюється у значних межах, залежить від кількості снігу в горах, дощів та температури повітря.
Найкращий час для проходження річок Карпат — кінець квітня — перша декада травня, під час повені, копи танення снігів найбільш інтенсивне. Це стосується, в першу чергу, р. Прут та малих приток, які взагалі придатні для проходження лише протягом кількох днів весни. Але внаслідок розвитку порівняно нової техніки сплаву на каяках та інших плавзасобах цей сезон можна значно продовжити. Сплав по річці Черемош можливий протягом усього теплого періоду року з квітня по жовтень.
Річки Карпат можна долати на каяках, байдарках, катамаранах, плотах. В залежності від сезону та виду суден маршрути на гірських річках класифікуються до IV категорії складності з елементами V. З огляду на характер перешкод, їхня категорійність видається дещо заниженою. Гірські річки можуть бути прекрасним полігоном для міжсезонної підготовки до походів найвищих категорій складності.
Маршрути високогірними річками рекомендуються виключно групам, що мають досвід походів не нижче III категорії складності по порожистих річках. До учасників сплаву висуваються вимоги володіння прийомами веслування, відчалювання та причалювання до берега, вміння взаємодіяти на бурхливій воді, навички організації рятувальних робіт. Проходження таких перешкод, як Ямнянський пролом або поріг Прикарпатський на р. Прут рекомендуються лише групам з досвідом участі у водних походах IV категорії складності, а проходження водоспаду Пробій (м. Яремче) дозволяється лише під час змагань в умовах організації надійної страховки рятувальних служб. Популярними серед туристів-екстремалів є спуски на короткі відстані рафтами та плотами в м. Яремче, Верховина по річках Прут та Черемош.
Нижче наводяться нитки найпопулярніших категорійних водних маршрутів.
Басейн р. Дністер
ІІ категорія складності (експериментальні)
- р. Смотрич: с-ще Городок — м. Кам'янець-Подільський — Новодністровськ (б.)
- р. Стрий (б., з елементами III к.с. у міжсезоння): м. Турка — м. Жидачів (б.).
- р. Лімниця: с. Осмолода — м. Калуш — м. Галич (б.).

Річки Карпатського регіону
II категорія складності
- р. р. Чорна Тиса та Тиса: с-ще Ясіня — р. Чорна Тиса — м. Рахів — р. Тиса — с-ще. Солотвино(б.).
- р. р. Біла Тиса та Тиса: с-ще Богдан — р. Біла Тиса — м. Рахів — р. Тиса — с-ще Солотвино (б.).
- р. р. Чорний Черемош, Черемош та Прут: с. Красник — р. Чорний Черемош — р. Черемош — м. Вижниця — р. Прут — м. Чернівці (б.).
- р. р. Білий Черемош, Черемош та Прут: гребля Маріен — р. Білий Черемош — с. Устеріки — р. Черемош — м. Вижниця -р. Прут — м. Чернівці (б., ускл. з елементами IV к.с.).

Ш категорія складності
- р. р. Чорний Черемош, Черемош та Прут: с. Буркут — р. Чорний Черемош — с. Устеріки — р. Черемош — м. Вижниця — р. Прут — м. Чернівці (б.).
- р. Прут: с-ще Ворохта — р. Прут — м. Яремче — м. Чернівці (б., з обнесенням порогу Прикарпатського і далі до мосту у м. Яремче).
- р. р. Чорний Черемош, Білий Черемош, Черемош, Прут: с. Буркут — р. Чорний Черемош — с. Устеріки — перевезення плавзасобів до греблі Марієн — р. Білий Черемош — с. Устеріки — р. Черемош — м. Вижниця — р. Прут — м. Чернівці (н., ускл. з елементами IV к.с.).

IV категорія складності
- р. Прут: с-ще Ворохта — р. Прут — м. Яремче — м. Чернівці (н., ускл. з елементами V к.с.).

## Дитячий туризм
В Івано-Франківській області є усі передумови та сформований імідж «Прикарпатського Артеку» для динамічного розвитку дитячого туризму. У 2005 році в області діяло 845 дитячих оздоровчих таборів, в яких відпочило понад близько 100 тис. дітей.

## Молодіжний туризм
Молодіжний туризм в області розвивається стихійно, та здійснюється на засадах індивідуальних та самодіяльних засадах.
В області на сьогодні створення та облаштування наметових містечок тільки на стадії започаткування.
Відсутні хостели та готелі, орієнтовані на молодь, яка не може оплатити високу вартість проживання в комерційних та приватних готелях. Частково це питання вирішується за рахунок туристичних та спортивних баз, що розташовані в гірських районах.

## Релігійний туризм
Івано-Франківська область відома багатою сакральною і духовною спадщиною. Територію області здавен населяли народи з різним релігійним віросповіданням. Збережені церкви, костьоли, синагоги, монастирі та скити є окрасою області та передумовою для розвитку релігійного та паломницького туризму.
На сьогодні в області нараховується 50 дерев'яних церков, які охороняються державою. Найдавніші з них — Благовіщенська церква (1587 рік) у місті Коломия, Успенська церква (1623 рік) в селі Пістинь Косівського району, Різдва Богородиці (1678 рік) у селищі Ворохта на Яремчанщині. А в селі Росільна Богородчанського району знаходиться дерев'яна церковця, зведена без жодного цвяха.
У гірських селах області зустрічаються дерев'яні будівлі трьох типів: лемківські, бойківські та гуцульські. Для гуцульської школи характерні багатоярусний дах з кількома шпилями та квадратна основа будівлі. Бойківські церкви — видовжені, складаються з трьох залів, накриті спільним шатровим дахом. Лемки будували церкви з однією банею-шпилем, до головної споруди прилаштовували бокові — виходила хрестова основа.
Найяскравішим зразком дерев'яного будівництва є церква Святого Духа з укріпленнями в місті Рогатин (1666 рік). Іконостас Святодухівської церкви, створений у 1650 році, вважається перлиною українського малярства.
Знаковими об'єктами для розвитку цього виду туризму є:
- Манявський скит, пам'ятка архітектури XVII ст., поблизу с. Манява Богородчанського району. Заснований у 1606 р. Й. Княгиницьким, вихованцем Афонського монастиря. Скит Манявський — аскетичний чоловічий монастир східного обряду (український Афон), визначний осередок духовності, культури і мистецтва України. Зараз це відреставрований ансамбль кам'яних і дерев'яних споруд, обгороджених високою кам'яною стіною з вежами і бійницями — вдалий синтез гірського рельєфу і фортифікаційних забудов. Манявський скит, був центром мережі монастирів Галичини, Буковини і Молдавії. Тут похоронений гетьман Іван Виговський. Сьогодні тут це Хрестовоздвиженський чоловічий монастир УПЦ(КП).
- Гошівський монастир отців Василіян і церква Преображення Господнього на Ясній Горі у с. Гошеві Долинського району, заснований у 1570 році. Є місцем паломництва християн з різних країн світу, які йдуть сюди, щоб помолитися чудотворній іконі Божої Матері;
- Монастир XVII ст. у с. Погоня (Тисменицький район);
- Караїмський цвинтар у Галицькому районі;
- Приміщення Музею народного мистецтва і побуту Гуцульщини у м. Косів.
- Духовно-екологічний центр «Здвижин» в с. Кобаки Косівського району, де у 1934 році з'явилася Матір Божа

## Пригодницький, екстремальний туризм
До цього виду туризму відноситься дельтапланеризм, парапланеризм, скелелазіння, альпінізм, мисливство, рибальство, джипінг, кінний, велосипедний та інші.
На сьогодні цей вид туризму в основному є самодіяльним та розвивається стихійно. В програмах туроператорів пропозиції щодо такого відпочинку не представлено, хоча потреба в послугах з організації пригодницького туризму на ринку є достатньо висока та зростаюча.

### Дельтапланеризм
Рельєф місцевості в районі села Одаїв Тлумацького району створює можливість для занять дельтапланеризмом. Тут протягом останніх 10 років проходять міжнародні змагання з дельтапланерного та парапланерного спорту.
Дельтадроми в с. Одаїв (північно-західні вітри) та на межах сіл Ісаків і Підвербці (південно-східні вітри) є дельтадромами міжнародного значення. Дельтадром Одаїв є унікальним за своєю природногеологічною будовою. Природна підкова каньйону на березі р. Дністер в Одаєві довжиною 4-5 км і висотою більше до 200 м направлена на північний захід, а тому збирає усі північно-західні вітри, які створюють чудовий динамічний потік висотою до 300 м. Термічні ж потоки, зустрічаючи на своєму шляху перепону, створюють на гребені берега-підкови сталі термічні потоки. Все це сприяє відмінним умовам для польотів на дельтапланах і парапланах. Такі ж умови є і на дельтадромі Ісаків-Підвербці, який використовується при південно-східних вітрах.
Завдяки таким чудовим природним умовам на цих дельтадромах уже багато років проводяться як чемпіонати України так і міжнародні змагання по дельта- і парапланерному спорту. Подібні умови є лише в Криму.
Ще одним сайтом дельтапланеризму є село Луквиця, Богородчанського району. На унікальній галявині польовий трьохсотметровий аеродром ловить вітри з усіх сторін. Ця місцевість також служить базою пластунів — спеціальний табір «летунський».

## Туризм осіб з обмеженими можливостями
Останнім часом в Україні зростає потреба у розвитку туризму осіб з обмеженими особливостями. Однак, на сьогодні в області відсутнє облаштування об'єктів туристичної інфраструктури для розвитку цього виду туризму.